# Gynura elliptica
Gynura elliptica là một loài thực vật có hoa trong họ Cúc. Loài này được Y.Yabe & Hayata ex Hayata mô tả khoa học đầu tiên năm 1904.